# فيكتور شوست
فيكتور تشوست غارسيا (بالإسبانية: Víctor Chust García؛ مواليد 5 مارس 2000) هو لاعب كرة قدم إسباني يلعب في مركز الدفاع مع نادي قادش في الدوري الإسباني.

## مسيرته الكروية
بعد مشاركته في في كأس الملك 2020–21 ضد ألكويانو في 21 يناير 2021، والتي انتهت بالهزيمة 1–2، شارك لأول مرة في الدوري الإسباني بتاريخ 9 فبراير 2021، بعد أن دخل كبديل متأخر في مباراة الفوز 2–0 على خيتافي.

## الإحصائيات
آخر تحديث 18 أبريل 2021.
| النادي            | الموسم   | الدوري                           | الدوري | الدوري  | الكأس  | الكأس   | قاري   | قاري    | أخرى   | أخرى    | المجموع | المجموع |
| النادي            | الموسم   | الدرجة                           | الظهور | الأهداف | الظهور | الأهداف | الظهور | الأهداف | الظهور | الأهداف | الظهور  | الأهداف |
| ----------------- | -------- | -------------------------------- | ------ | ------- | ------ | ------- | ------ | ------- | ------ | ------- | ------- | ------- |
| ريال مدريد كاستيا | 2019–20  | الدوري الإسباني الدرجة الثانية ب | 9      | 0       | –      | –       | –      | –       | 0      | 0       | 10      | 0       |
| ريال مدريد كاستيا | 2020–21  | الدوري الإسباني الدرجة الثانية ب | 10     | 0       | –      | –       | –      | –       | 0      | 0       | 9       | 0       |
| ريال مدريد كاستيا | المجموع  | المجموع                          | 19     | 0       | 0      | 0       | 0      | 0       | 0      | 0       | 19      | 0       |
| ريال مدريد        | 2020–21  | الدوري الإسباني                  | 2      | 0       | 1      | 0       | 0      | 0       | 0      | 0       | 3       | 0       |
| الإجمالي          | الإجمالي | الإجمالي                         | 21     | 0       | 1      | 0       | 0      | 0       | 0      | 0       | 22      | 0       |

## الإنجازات
ريال مدريد
- الدوري الأوروبي للشباب: 2019–20[4]

## وصلات خارجية
- فيكتور شوست على موقع الاتحاد الأوربي (الإنجليزية)
- فيكتور شوست على موقع إي إس بي إن إف سي (الإنجليزية)
- فيكتور شوست على موقع قاعدة بيانات كرة القدم.إي يو (الإنجليزية)
- فيكتور شوست على موقع Soccerbase.com (لاعب) (الإنجليزية)
- فيكتور شوست على موقع Soccerway.com (الإنجليزية)
- فيكتور شوست على موقع عالم كرة القدم.نت (الإنجليزية)
- Real Madrid profile
- فيكتور شوست على BDFutbol
- فيكتور شوست على LaPreferente باللغة الإسبانية
- فيكتور شوست  على سكروي